# Antonio Ariño
Antonio Ariño Villarroya (Allepuz, Teruel, España, 3 de enero de 1953) es un sociólogo español.
Licenciado en Geografía e Historia, es catedrático de Sociología en la Universidad de Valencia. Actualmente es Vicerrector de Convergencia Europea y de Calidad de la Universidad de Valencia. Fue Vicepresidente de la Federación Española de Sociología y fundador de la revista Arxius de Ciències Socials y es miembro del Consejo Asesor de la Revista Internacional de Sociología, de la Revista Española de Sociología así como de Papeles del CEIC.
Sus principales líneas de investigación se sitúan en los ámbitos de la sociología de la cultura, las políticas de bienestar social y el Tercer Sector. También ha realizado una importante actividad de investigación en temas como fiestas populares, identidad colectiva, asociacionismo y patrimonio cultural, entre otros.
Ha publicado numerosos estudios a título individual o en colaboración. Entre los más recientes se encuentran títulos como Asociacionismo y voluntariado en España (Tirant lo Blanch, 2007); La participación cultural en España (SGAE, 2006); Las encrucijadas de la diversidad cultural (CIS, 2005) y Diccionario de la solidaridad (Tirant lo Blanch, 2002).

## Publicaciones
- Obras en Biblioteca Nacional de España
- Dialnet